# Denisia similella
Denisia similella là một loài bướm đêm thuộc họ Oecophoridae. Nó được tìm thấy ở châu Âu.
Sải cánh dài khoảng 15 mm. The moth gặp ở tháng 6 đến tháng 7 tùy theo địa điểm.
Ấu trùng ăn fungus under dead wood hoặc bark.

## Hình ảnh

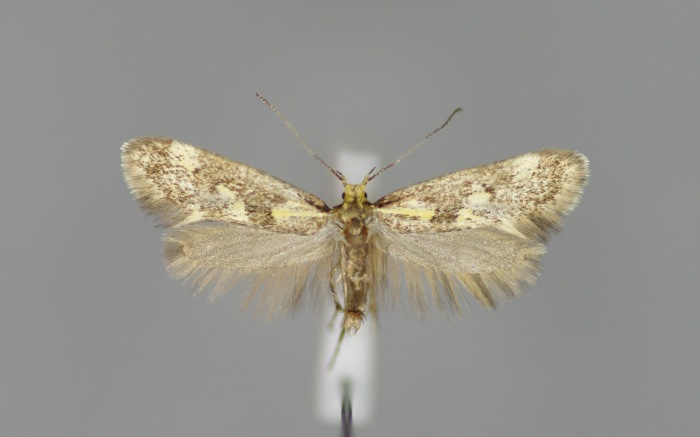